# Poporul temne
Poporul temne este un grup etnic vest-african. Se găsește în mod predominant în Northern Province din Sierra Leone, precum și în capitala națională Freetown. Unii temne se găsesc de asemenea în Guinea. Temne constituie cel mai mare grup etnic din Sierra Leone, constituind 35% din populația totală, ceea ce este ceva mai mult decât poporul mende care constituie 31%. Vorbește limba temne, care face parte din ramura mel a limbilor nigero-congoleze.
Poporul temne își are originea în regiunea Fouta-Djallon din Guinea, însă și-a părăsit baștina inițială pentru a scăpa de invaziile fulani din secolul 15 și a migrat spre sub înainte de a se așeza în zona râurilor Kolente din Sierra Leone. Inițial au practicat o religie tradițională înainte de a adopta islamul prin contactul cu comercianții musulmani din grupurile etnice vecine, cei mai mulți temne convertindu-se cu timpul. În timpul epocii coloniale, unii s-au convertit la creșitnism. Unii au contnuat să-și practice religia tradițională.
Temne sunt în mod tradițional agricutori, cresc orez, manioc, mei și nuca de colă. Printre recoltele lor destinate vânzării sunt arahidele și tutunul. Unii temne sunt pescari, artizani și comercianți. Societatea temne este patrilineală. Are un sistem politic descentralizat cu căpetenii ale satelor și stratificare socială ierarhică endogamă. Temne a fost unul dintre grupurile etnice care au fost victime ale capturării sclavilor și comerțului de-a lungul zonei sub-sahariene și atlantice a coloniilor europene.